# De Havilland Firestreak

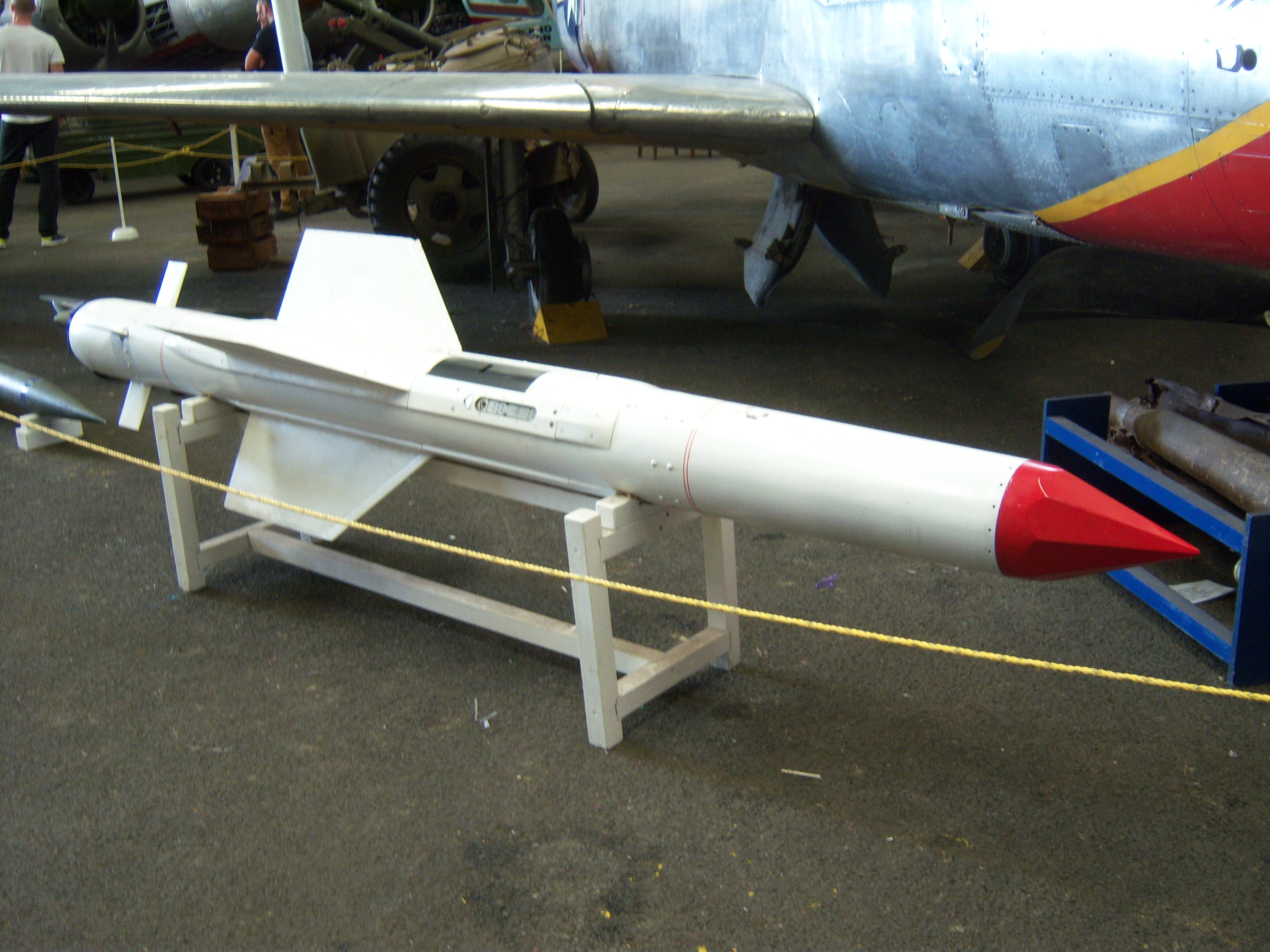
Exemplaire exposé au North East Land, Sea and Air Museums.

Le "de Havilland Firestreak" est un missile air-air à guidage infrarouge de première génération développé par de Havilland Propellers, division de De Havilland Aircraft Company. C'est le deuxième missile Air-Air en service dans les forces britanniques (Royal Air Force et Fleet Air Arm), équipant des escadrilles en 1957, quelques mois après le Fairey Fireflash (à guidage radar), lequel est très rapidement retiré. Il est aussi exporté vers le Koweït et l'Arabie Saoudite et est opérationnel jusqu'à la fin des années 1980.

## Développement
Le premier projet britannique visant à développer un missile air-air est lancé en janvier 1945. C'est un projet complexe, et il faut plusieurs prototypes différents avant d'arriver à un missile viable. La spécification qui mène vraiment au Firestreak est émise par le Ministère des approvisionnements (en) en 1951, elle demande explicitement que le missile ait recours au guidage infrarouge. Le nom du code du projet est alors Blue Jay, le nom Firestreak étant adopté à l'entrée en service. Le missile est équipé d'un moteur-fusée à ergols solides, désigné Magpie, qui brûle pendant moins de deux secondes. Sa tête de guidage se verrouille sur la source de chaleur constituée par les gaz d'échappements de réacteurs de l'avion ennemi. La tête contient 27 kg d'explosifs. Le premier test a lieu en 1954, l'avion utilisé est un De Havilland DH.112 Venom.

## Déploiement
- De Havilland DH.112 Venom
- De Havilland Sea Vixen
- English Electric Lightning

## Missiles similaires
Première génération de missiles air-air à guidage infrarouge :
- AIM-4 Falcon
- AIM-9 Sidewinder
- Rafael Shafrir
- Vympel K-13